# Aerides
Genre
Classification phylogénétique
Les orchidées du genre Aerides sont des plantes épiphytes monopodiales des forêts tropicales d'Asie représentant le genre type de la sous-tribu des Aeridinae, dans la tribu des Vandeae et la sous-famille des Epidendroideae.
On les rencontre dans les pays d'Asie suivants : Sri Lanka, Inde, Népal, Chine, Nouvelle-Guinée, Philippines, Viêt Nam, Indonésie, Bornéo.

## Espèces botaniques
Le genre comprend 26 espèces.
- Aerides augustiana Rolfe 1889.
- Aerides crassifolia C.S.P.Parish ex Burb. 1873.
- Aerides crispa Lindl. 1833.
- Aerides emericii Rchb.f. 1882.
- Aerides falcata Lindl. & Paxton 1851.
- Aerides houlletiana Rchb.f. 1872.
- Aerides huttonii (Hook.f.) J.H.Veitch 1868.
- Aerides inflexa Teijsm. & Binn. 1862.
- Aerides × jansonii Rolfe 1890.
- Aerides krabiensis Seidenf. 1972.
- Aerides lawrenceae Rchb.f. 1883.
- Aerides leeana Rchb.f. 1881.
- Aerides macmorlandii B.S.Williams 1855.
- Aerides maculosa Lindl. 1845.
- Aerides multiflora Roxb. 1820.
- Aerides odorata Lour. 1790.
- Aerides orthocentra Hand.-Mazz. 1938.
- Aerides phongii Aver. 2014.
- Aerides quinquevulnera Lindl. 1833.
- Aerides ringens (Lindl.) C.E.C.Fisch. in J.S.Gamble 1928.
- Aerides roebelenii Rchb.f. 1884.
- Aerides rosea Lodd. ex Lindl. & Paxton 1851.
- Aerides savageana A.H.Kent in H.J.Veitch 1891.
- Aerides shibatiana Boxall ex Náves in F.M.Blanco 1880.
- Aerides sukauensis Shim 2004.
- Aerides thibautiana Rchb.f. 1866.
- Aerides timorana Miq. 1859.